# Omar Sosa

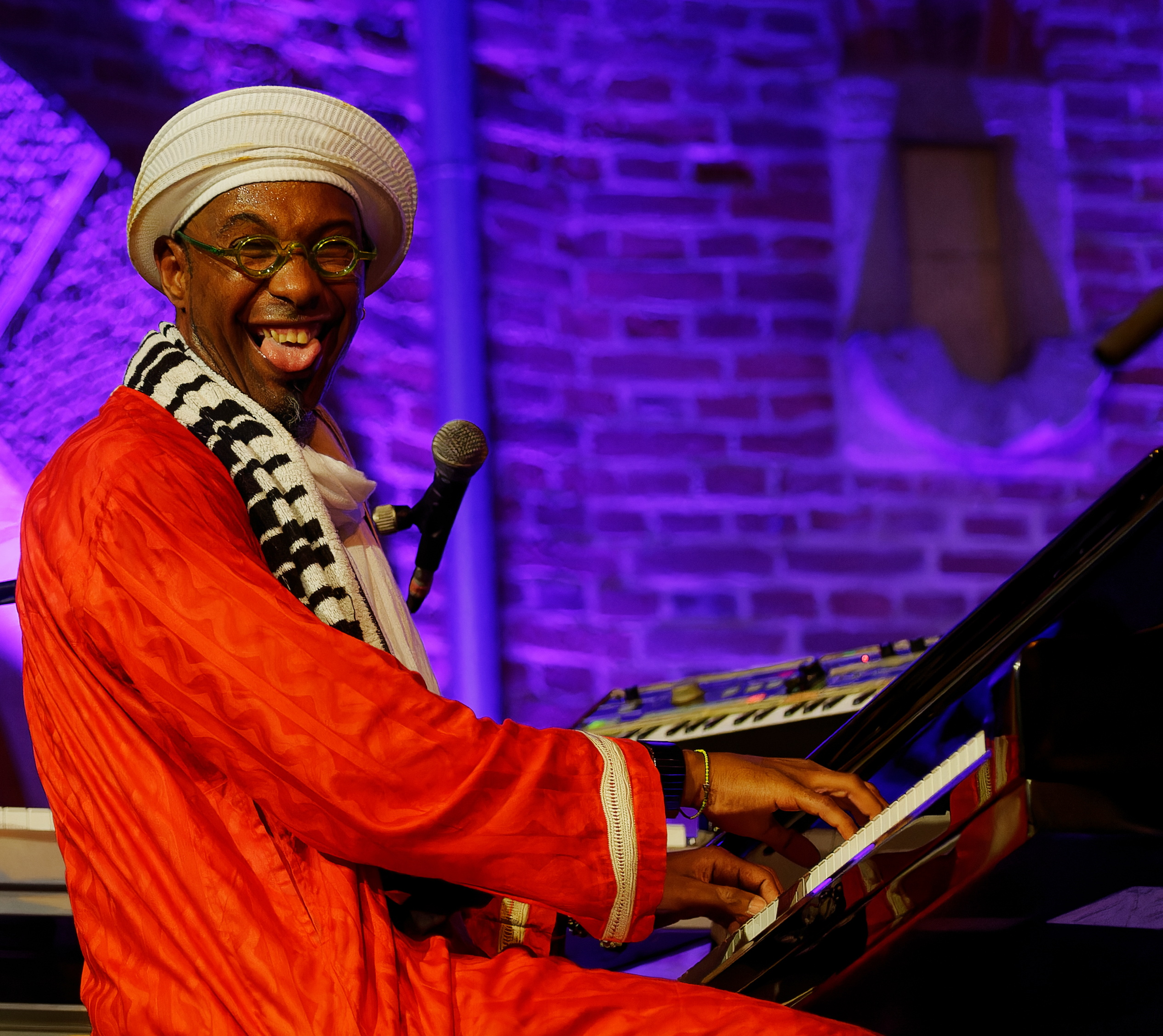
Omar Sosa auf dem Palatia Jazz Festival 2012

Omar Sosa Palacios (* 10. April 1965 in Camagüey) ist ein kubanischer Jazz-Pianist und Komponist.

## Leben
Durch seinen musikinteressierten Vater, einen Geschichts- und Philosophielehrer, kam Omar Sosa schon früh in Kontakt mit verschiedenen Musikstilen, insbesondere mit klassischer Musik, Jazz und lateinamerikanischer Musik. Mit acht Jahren begann er selbst Perkussion und Marimba zu erlernen. Es folgten Studien am Konservatorium von Camagüey und an der Escuela Nacional de Musica und dem Instituto Superior de Arte in Havanna, wobei er sich von der Marimba ab- und dem Klavierspiel zuwandte. 1983 beendete er seine Ausbildung und begann mit Popmusikern wie Vicente Feliú und Xiomara Laugart zu arbeiten. Später wurde die Musik Thelonious Monks zu einem bestimmenden Einfluss. 1993 zog Omar Sosa nach Quito, wo er die Musik der afroamerikanischen Kultur von Esmeraldas kennenlernte und mit dem Fusion-Projekt Entrenoz seine erste eigene Gruppe leitete. Nach einer kurzen Zeit auf Mallorca übersiedelte Sosa 1995 nach San Francisco und erspielte sich bald einen Ruf in der dortigen Latin-Jazz-Szene. 1999 zog er nach Barcelona.
Sosa betrachtet seine Musik als Ausdruck seines politischen und spirituellen Bewusstseins und tritt als Anhänger der kubanischen Religion Santería auch in rituellen Gewändern auf.

## Wirken
Sosas musikalisches Schaffen weist eine große stilistische Bandbreite auf und ist von vielfältigen Einflüssen geprägt. Auf einem Fundament des Latin Jazz und afrokubanischer Rhythmen verarbeitet er nordafrikanische traditionelle Musik, Salsa, Merengue, Soul, Funk, klassische Musik, elektronische Musik und Avantgarde bis hin zum Hip-Hop. Mit den Platten Prietos (2001) und Sentir (2002) begann er sich stärker mit traditioneller afrikanischer Musik, insbesondere der der Gnawa, zu befassen. In der Folgezeit arbeitete er mit verschiedenen anderen Musikern wie dem Perkussionisten Adam Rudolph, Dhafer Youssef, Steve Argüelles, Paquito D’Rivera, Jorge Pardo und Dieter Ilg zusammen.
Sosa spielt Soloprogramme und arbeitet mit verschiedenen Ensembles vom Jazztrio bis zu Bigbands und Symphonieorchestern zusammen; 2003 stellte er mit From Our Mother sein erstes Werk für großes Orchester vor. Zu seinem Quintet Afreecanos gehören neben Schlagzeuger Marque Gilmore und dem mosambikanischen Bassisten Childo Tomas Musiker wie Mola Sylla (oder Joo Kraus), Leandro Saint-Hill oder Peter Apfelbaum. Gelegentlich arbeitet er im Duo mit der Pianistin Marialy Pacheco. 

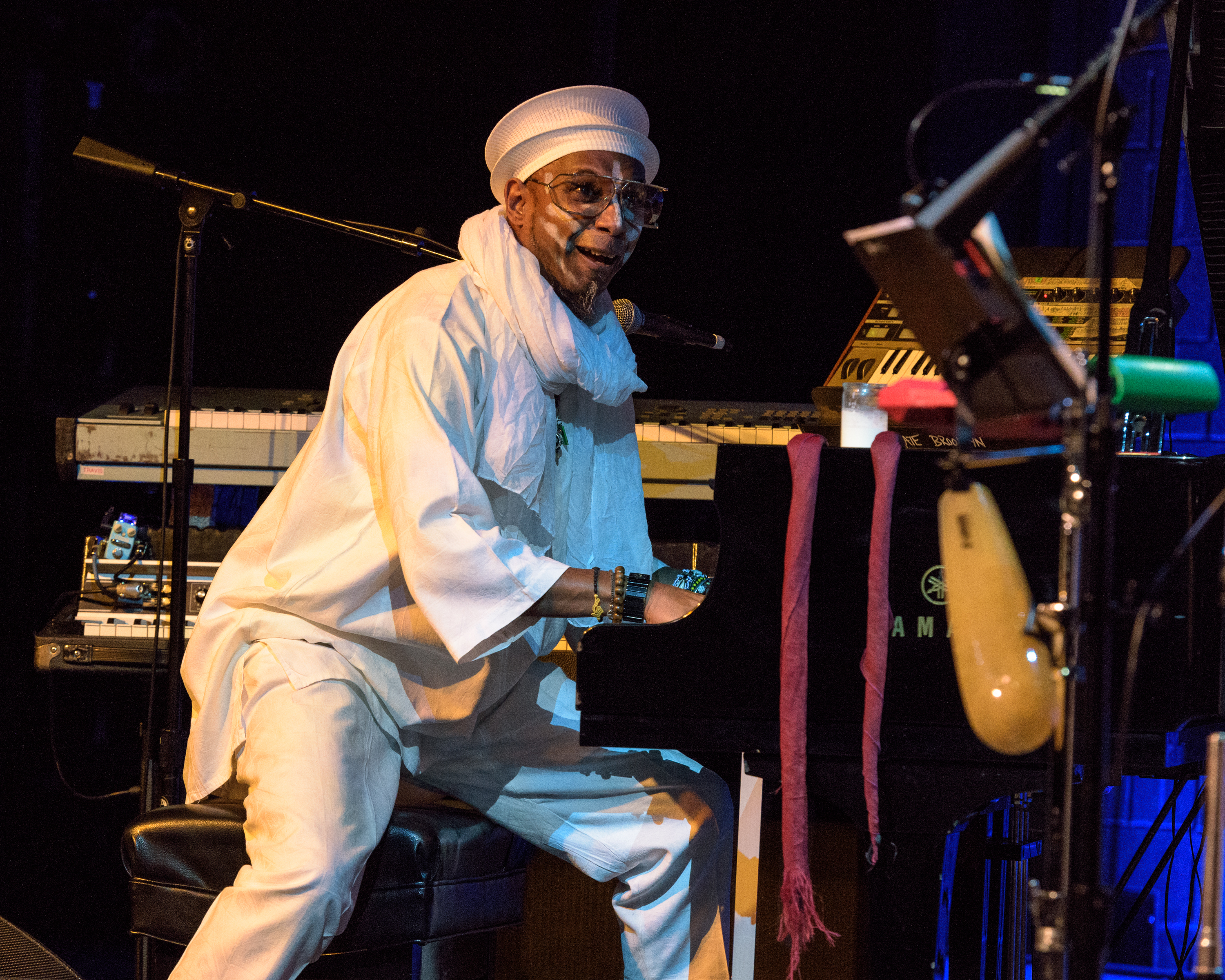
Omar Sosa (2015)

## Preise und Auszeichnungen
Die CD Sentir wurde für den Grammy in der Sparte „Bestes Latin Jazz Album“ nominiert. 2003 wurde Sosa von der Smithsonian Institution für sein Lebenswerk ausgezeichnet. Später wurden die Alben Mulatos, Across the Divide: A Tale of Rhythm & Ancestry und Eggūn für den Grammy in dieser Kategorie nominiert. Das von Jaques Morelenbaum arrangierte Album Ceremony, das mit der NDR-Bigband entstand, wurde 2011 mit dem ECHO Jazz als bestes Bigband-Album ausgezeichnet.

## Diskographie (Auswahl)
unter eigenem Namen:
- Omar Omar (Otá Records, 1997, solo)
- Free Roots (Midnight Sun, 1997)
- Spirit of the Roots (Otá Records, 1999)
- Inside (Otá Records, 1999)
- Bembón (Midnight Sun, 2000)
- Prietos (Midnight Sun, 2001)
- Sentir (Otá Records, 2002; mit Houssaine Kili, Martha Galarraga)
- Omar Sosa with Gustavo Ovalles: Ayaguna (Midnight Sun, 2003)
- A New Life (Otá Records, 2003)
- Omar Sosa, Adam Rudolph Pictures of Soul (Otá Records, 2004)
- Mulatos (Otá Records, 2004)
- Aleatoric EFX (Otá Records/Skip Records 2004/2009, rec. 2003, solo)
- Ballads (Skip Records, 2005)
- Mulatos Remix (2006)
- Live à FIP (World Village, 2006)
- Promise (Skip Records, 2007)
- Omar Sosa & Greg Landau: D.O. – A Day Off (Otá Records, 2007)
- Afreecanos (Otá Records, 2008)
- Across the Divide: A Tale of Rhythm & Ancestry (Halfnote, 2009)
- Omar Sosa & The NDR Big Band: Ceremony (World Village, 2010)
- Calma (Otá Records/Skip Records, 2011)
- Eggūn: The Afri-Lectric Experience (Otá Records/Skip Records, 2013)
- Paolo Fresu & Omar Sosa Featuring Natacha Atlas & Jaques Morelenbaum Eros (Tuk, 2016)
- Omar Sosa, Seckou Keita Transparent Water (World Village, 2017)
- An East African Journey (Skip Records, 2021)[6]
- Omar Sosa & Marialy Pacheco: Manos (Skip Records, 2022)